# Sid McMath
Sidney Sanders McMath, detto Sid (Magnolia, 14 giugno 1912 – Little Rock, 4 ottobre 2003), è stato un politico e militare statunitense.
È stato il governatore dell'Arkansas dal gennaio 1949 al gennaio 1953. Rappresentante del Partito Democratico, era general-maggiore dei Marines.